# 新斯韦特 (旧别舍沃区)

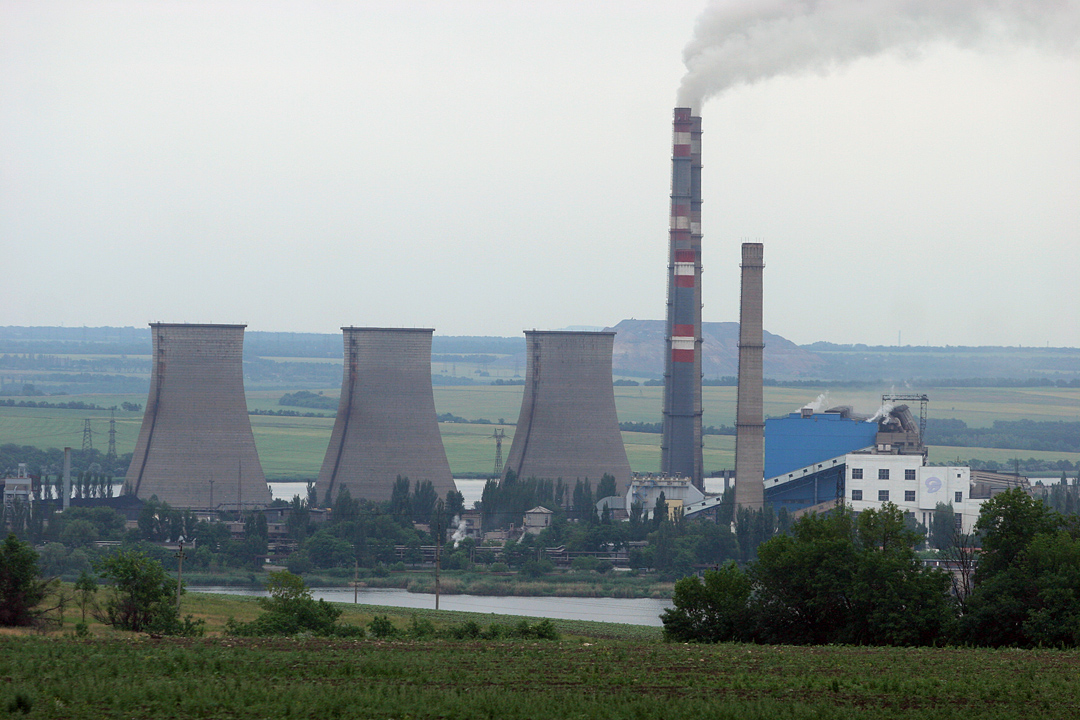
市容

新斯維特（羅馬化：Novyi Svit），又按俄语名译为新斯韦特（羅馬化：Novyy Svet），法理上是烏克蘭東部頓涅茨克州卡利米烏斯凱區旧贝舍韦市镇内的鎮，事實上自2014年被俄羅斯入侵後一直被其非法占領，按俄行政規劃是頓內茨克人民共和國舊別舍沃區的市級鎮。該鎮位於卡利米烏斯河畔，距離首府頓涅茨克27公里，始建於1954年，海拔高度128米，2011年人口9,329。